# Municipio de Liberty (condado de Adams, Pensilvania)
El municipio de Liberty (en inglés: Liberty Township) es un municipio ubicado en el condado de Adams en el estado estadounidense de Pensilvania. En el año 2000 tenía una población de 1063 habitantes y una densidad poblacional de 25.4 personas por km².

## Geografía
El municipio de Liberty se encuentra ubicado en las coordenadas 39°45′28″N 77°21′14″O / 39.75778, -77.35389.

## Demografía
Según la Oficina del Censo en 2000 los ingresos medios por hogar en la localidad eran de $50 833 y los ingresos medios por familia eran $53 456. Los hombres tenían unos ingresos medios de $36 094 frente a los $27 120 para las mujeres. La renta per cápita para la localidad era de $22 789. Alrededor del 3.6% de la población estaban por debajo del umbral de pobreza.